# Abarema idiopoda
Abarema idiopoda là một loài thực vật có hoa trong họ Đậu.